# IRISL
IRISL (англ. Islamic Republic of Iran Shipping Lines) — морской флот республики Иран. Состоит из 115 морских судов общей грузоподъёмностью 3,3 млн тонн. Непосредственно в собственности компании находятся 87 кораблей, ещё 28 судов различных типов имеются в распоряжении дочерних компаний, таких как Khazar Shipping, Valfajr и несколько ирано-индийских компаний. Компания обеспечивает рабочими местами около 6 тыс. иранцев.